# Velyka Uholka
Velyka Uholka, ukrajinsky Велика Уголька, maďarsky Nagyugolyka, je obec v Ugljanské venkovské komunitě (ukrajinsky Углянська сільська громада), v okrese Ťačiv, v Zakarpatské oblasti na Ukrajině. V roce 2025 zde žilo 2052 obyvatel.

## Geografie
Obec se táhne v délce téměř 10 km od jihu k severu podél řeky Velyka Uholka. Na severním okraji začíná lesní masiv, který je součástí bukových pralesů Karpat. Masiv se nachází v hranicích Uholsko-Šyrokolužanského chráněného masivu (Karpatská biosférická rezervace).
V jedné ze skal v prostoru rezervace je ukryta jeskyně „Mléčný kámen“ (ukrajinsky Molochnyj Kamin/ Молочний Камінь) je krasová jeskyně ve vápencové skále. Délka jeskyně je 92 metrů.
Uholsko-Šyrokolužanský masiv je chráněnou oblastí v rámci Karpatské biosférické rezervace. Nachází se v Ťačivském okrese Zakarpatské oblasti, na jižních svazích hory Menčul (1501 m) a jižních a jihozápadních svazích hřebene Krasna (1568 m), v nadmořské výšce 400-1280 m nad mořem. .
V obci je minerální pramen s vodou bohatou na železo. Při varu voda rezaví. Za malý poplatek v lesním oddělení lze navštívit jeskyni Molochnyj Kamin (výškový rozdíl 400 m).
V obci se do řeky Velyka Uholka vlévají potoky Runkulskyj a Dalnij.

## Pamětihodnosti
- Jeskyně, ve které byly nalezeny archeologické artefakty z doby 1,5 mil. – 10 tis. let př. n. l., ukrajinská archeologická památka celostátního významu.[2]

### Církevní stavby
- Cerkev Vzkříšení Krista, z roku 1923.
- Cerkev Žen nesoucích myrhu (ukrajinsky Церква жінок-мироносиць), z roku 1991.